# Grzędzice (przystanek kolejowy)
Grzędzice – przystanek kolejowy w Grzędzicach, w województwie zachodniopomorskim, w Polsce. W grudniu 2019 roku zmieniono nazwę przystanku z Grzędzice Stargardzkie na Grzędzice.

## Ruch pasażerski
| Rok  | Wymiana pasażerska na dobę |
| ---- | -------------------------- |
| 2017 | 50-99                      |
| 2022 | 150-199                    |